# Sprite (Manga)
Sprite (japanisch スプライト, Supuraito) ist eine vom japanischen Zeichner Yūgo Ishikawa gezeichnete und entwickelte Manga-Reihe. Die Reihe ist dem Horror- sowie dem Actiongenre zuzuordnen. Demographisch erscheint er in einem Magazin, das sich an junge erwachsene Männer („Seinen“) richtet.

## Handlung
Nachdem Suh an einem freundlichen Morgen in Tokio ihren zurückgezogen lebenden „Sandkastenfreund“ Tetsu mit Unterrichtsmitschriften versorgt hat, nimmt sie als einzige schwarze Flocken wahr, die vom Himmel fallen. Nach der Schule besucht sie mit Miki und Kiriko ihren Onkel Tanaka, der gerade deprimiert ist, weil das Online-Rollenspiel, mit dem er die letzten zehn Jahre seine meiste Zeit verbracht hat, eben eingestellt wurde. Die Gruppe wird im Apartment des Onkels im 42. und obersten Stock eines Hochhauses von einem Erdbeben überrascht, dem eine schwarze Flut folgt, die alle Stockwerke darunter überschwemmt. Ein werdender Vater aus einem anderen Appartement der 42. Etage möchte Hilfe für seine schwangere Frau suchen, taucht im überfluteten Stiegenhaus in die schwarze Flüssigkeit und stirbt daran. Verwirrt und verzweifelt tut es ihm infolge seine Frau gleich. Sie gebärt in der Flüssigkeit ihren Sohn und reicht das Kind Shu. Der Bub hat bereits Haare. Die Gruppe lernt weitere Überlebende des 42. Stockwerks kennen: das Ehepaar Aikawa, dass wegen ihrer schlimmen Erfahrung beim Erdbeben von Kōbe Notrationen angelegt hat und zwei unfreundliche, egoistische Männer, die diese Vorräte stehlen. Kiriko räumt die verschütteten Stufen zum Dach frei und findet oben überraschend eine campierende Gruppe von Kindern, der älteste davon auf Nachfrage 258 Jahre alt. Dies trifft sich mit Tanakas These, dass die meisten Menschen die schwarze Flüssigkeit nicht sehen können, und es sich bei ihr um die Zeit handelt, die das Leben vergänglich macht. Die „Kinder“ haben demzufolge eine Möglichkeit gefunden, der Zeit und damit dem Älterwerden „auszuweichen“. Kurze Zeit später fließt die schwarze Flüssigkeit wieder ab. Die Gruppe kann das Gebäude verlassen und findet ein verwildertes, verlassenes Stadtbild vor, wofür auch die „Kinder“ keine Erklärung haben. Suh empfängt auf ihrem Mobiltelefon eine SMS von Tetsu, in der er sie fragt, was mit ihr los sei. In den Nachrichten wurde vermeldet, dass sämtliche Bewohner der 42. Etage spurlos verschwunden sind. Albert entdeckt derweil den Grundstein eines Gebäudes, der auf 2059 datiert ist.

## Figuren
- Yoshiko Tokitō (時任 好子), kurz meist Suh (スー, Sū) genannt, ist eine Mittelschülerin, die als sehr freundlich und hilfsbereit vorstellt wird.
- Shōgo Tanaka (田中 正午) ist Suhs Onkel, über 40 Jahre alt und unverheiratet. Er lebt mit einem Boston Terrier namens Albert zusammen. Die letzten zehn Jahre trieb er sich vorwiegend als Captain Bront in einem Online-Rollenspiel auf.
- Miki Hirata (平田 美希) ist eine kleingewachsene Freundin von Suh, die Meteorologin werden will. Tanaka verwechselt sie mehrmals mit Momotan, eine der NPCs aus seinem Spiel, hat sie womöglich zum Vorbild genommen.
- Kiriko Ranmaru (蘭丸 霧子) ist Suhs zweite enge Freundin. Groß und kräftig, ergreift sie gerne die Initiative.
- Das Ehepaar Aikawa (相川) hat zwölf Jahre zuvor beim Einsturz des Wohnhauses infolge des Erdbebens von Kōbe 1995 ihr Kind verloren. Die Frau ist sehr krank.

## Veröffentlichung
Sprite erschien erstmals in der Ausgabe 10/2009 des Big Comic Superior des Verlags Shōgakukan. Der Manga wurde 2015 beendet und in insgesamt 15 Sammelbänden zusammengefasst.
Im deutschsprachigen Raum sind bei Carlsen Manga alle 15 Bände erschienen, in Frankreich erscheint die Serie bei Kazé und in Italien bei GP Manga.

## Rezeption
Marc Röhling lobt in seiner Kritik des ersten Bandes in Comix, wie Ishikawa die „klassische Manga-Strichführung […] mit Radierungen [verknüpft], die eine ganz eigene Plastizität kreieren“. Er empfindet zudem das Szenario „weitaus gruseliger […] als jedes Erdbeben“.
Ebenfalls den ersten Band betrachtete Björn Bischoff in Alfonz. Laut ihm „will die Dunkelheit nicht so wirklich durch die Zeichnungen überspringen“, worunter die Atmosphäre leidet. Zudem lässt sich Sprite zunächst etwas viel Zeit und hält sich mit den „falschen Figuren“ und „unnötigen Albernheiten“ auf. „Erst in den letzten zwei, drei Kapiteln kommt Ishikawa auf den Punkt, verabschiedet sich endlich von der Exposition, gibt seinen Hauptfiguren Platz.“ Er räumt aber ein, dass die Geschichte in den nächsten Bänden ihr Potential entwickeln könnte.